# HMS Nonsuch (1668)
HMS Nonsuch — английский 46-пушечный корабль пятого ранга. Спущен в 1668 году. В 1669 году переоборудован в 42-пушечный линейный корабль четвёртого ранга. В 1691 году снова стал 36-пушечным кораблём пятого ранга. 4 января 1695 захвачен французским приватиром Le Francais. Будущий адмирал Джон Бенбоу, служивший в начале карьеры на HMS Nonsuch, получил взыскание за то, что усомнился в боевых качествах корабля.